# Molippa convergens
Molippa convergens är en fjärilsart som beskrevs av Walker 1855. Molippa convergens ingår i släktet Molippa och familjen påfågelsspinnare. Inga underarter finns listade i Catalogue of Life.